# Leptelmis philomina
Leptelmis philomina is een keversoort uit de familie beekkevers (Elmidae). De wetenschappelijke naam van de soort werd in 1984 gepubliceerd door Brown & Thobias.